# Haßelbach (Kinzig)
Der Haßelbach ist ein linker und knapp 5 Kilometer langer Zufluss der Kinzig im Main-Kinzig-Kreis im hessischen Spessart.

## Geographie

### Verlauf

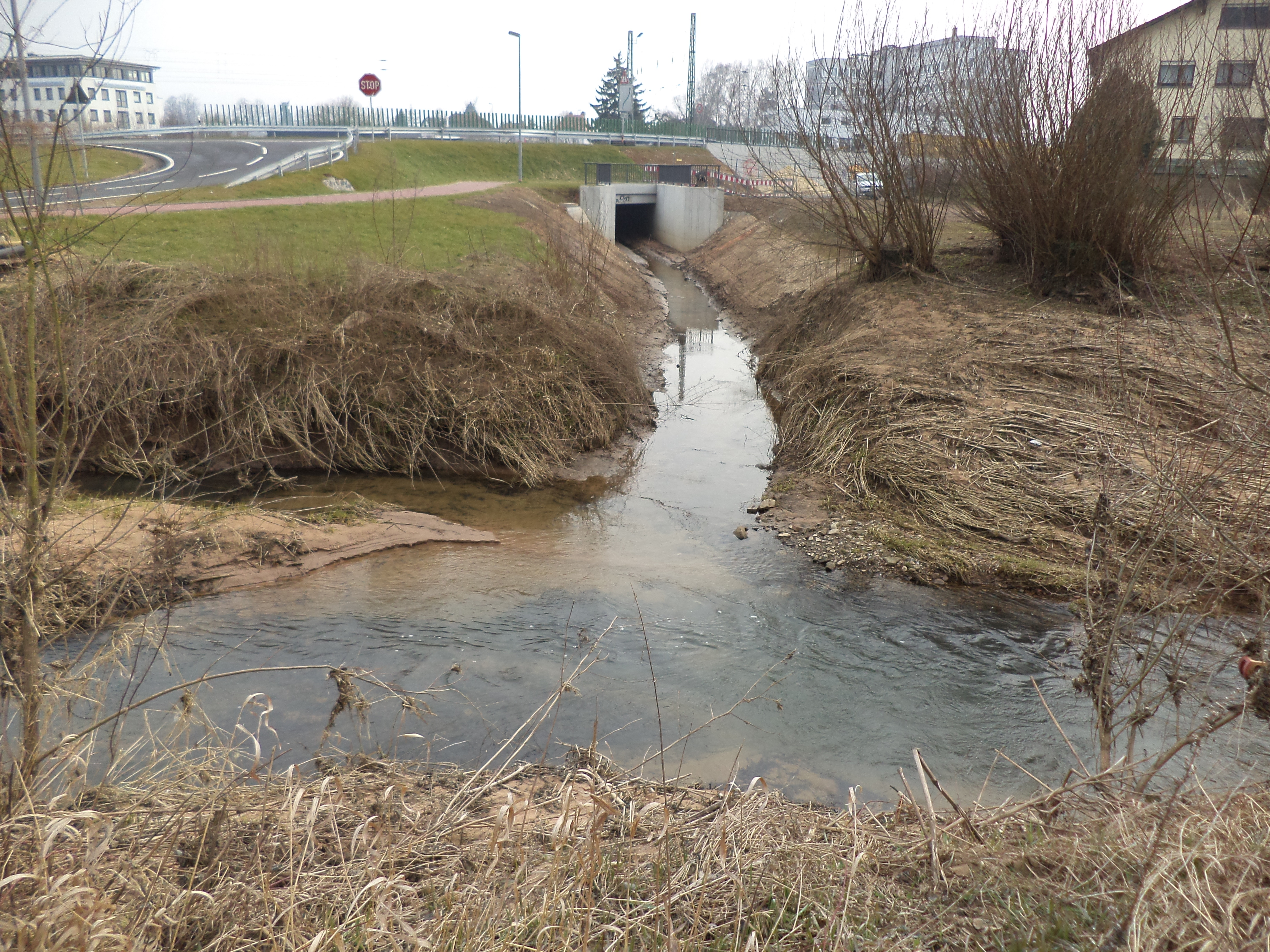
Der Haßelbach (hinten) mündet in den linken Arm der Kinzig

Der Haßelbach entspringt auf einer Höhe von etwa 250 m ü. NHN in Eidengesäß. 
Er fließt durch den Ort, vorbei dann an der Schwarz- und an der Erlenmühle nach Altenhaßlau, wo er in eine Verrohrung läuft. Diese führt durch den historischen Ortskern am Rathaus. 
Er verlässt die Verrohrung kurz darauf wieder, unterquert die Bundesautobahn 66 und mündet schließlich an der Grenze zu Gelnhausen, in der Nähe der neu erbauten Unterführung der Bahnstrecke Frankfurt–Göttingen, auf einer Höhe von ungefähr 130 m ü. NHN  in einen linken Arm der Kinzig.
Sein etwa 4,9 km langer Lauf endet 120 Höhenmeter unterhalb seiner Quelle, er hat somit ein mittleres Sohlgefälle von 24 ‰.

### Einzugsgebiet
Das Einzugsgebiet des Haßelbachs liegt im Sandsteinspessart und im Büdingen-Meerholzer Hügelland. Es wird über die Kinzig, den Main und den Rhein zur Nordsee entwässert.
Es grenzt
- im Osten an das der Bieber, einem Zufluss der Kinzig
- im Südosten an das des Bieberzuflusses Lützelbach
- im Südwesten an das des Eichelbachs, einem Zufluss des Schandelbachs
- und im Westen an das des Schandelbachs selbst, der in die Kinzig mündet

Die höchster Erhebung ist der 393 m hohe Galgenberg im Nordosten des Einzugsgebiets.

### Zuflüsse
- Schindgraben[3] (links), 0,4 km[4]
- Tiefe Graben[3] [GKZ 247855342] (links), 1,0 km

### Flusssystem Kinzig
- Liste der Fließgewässer im Flusssystem Kinzig (Main)